# 노준용
노준용(1971년 2월 14일 ~ )은 카이스트 문화기술대학원 3차원 얼굴 모델링 및 애니메이션 분야의 전임교수다. 2001년도 SIGGRAPH에서 얼굴 애니메이션 작업의 생산성을 획기적으로 높인 《Expression Cloning 》라는 제목의 논문을 발표했다. 2002년부터 2006년까지 세계 3대 특수효과 전문회사인 할리우드의 Rhythm and Hues Studios에서 그래픽 사이언티스트로 활동하면서 다수의 영화 제작에 참여했다. 주요 연구 분야는 캐릭터 애니메이션, 유체 시뮬레이션, 비디오 시각화, 상호작용 미디어 등이 있다. 현재 문화기술대학원 소속의 비주얼 미디어 랩의 지도 교수이다.

## 출신 학교
- 여의도고등학교
- 남캘리포니아대 전자 공학 학사
- 남캘리포니아대 컴퓨터 공학 석사
- 남캘리포니아대 전산학 박사

## 경력 사항
- 2003년 4월 ~ 2006년 8월 Rhythm and Hues Studio, Graphics Scientist
- 2006년 9월 ~ 현재 카이스트 문화기술대학원 전임 교수

## 주요 참여 작품
- Superman Returns - 전산유체역학 소프트웨어 개발에 참여
- The Chronicles of Narnia - 실사로 촬영한 2차원 배경을 3차원으로 자동 전환해주는 기술 개발
- Garfield - 자동화된 얼굴 애니메이션 기술 개발
- 80일 간의 세계 일주[4]